# Saison 1934-1935 du Stade Malherbe Caen
Chronologie
Saison suivante
La saison 1934-1935 du Stade Malherbe caennais est la première saison professionnelle du club. 
Le club, dont l'équipe première évolue jusqu'alors en Division d'honneur de Normandie, opte pour le statut professionnel le 9 novembre 1933. 
Le 22 février 1934, la section professionnelle est constituée avec un capital de départ de 100 000 francs, et à sa tête Henri David. Le stade est rénové, la pelouse agrandie. L'expérimenté Ferenc Kónya, ancien joueur hongrois devenu entraîneur, prénommé François en France, est nommé entraîneur. 
Le Stade Malherbe joue son premier match le 26 août, qu'elle remporte à domicile contre le FC Metz, mais connaît ensuite une saison difficile. Il termine à la 11e place (sur 16) de Division 2, avec 21 points (9 victoires, 3 nuls et 14 défaites), à un point du rival havrais. Le FC Metz termine premier et accède à la Division 1.

## Transferts
Le Stade Malherbe doit recruter tout un effectif professionnel. 
L'expérimenté Ferenc Kónya, ancien joueur hongrois devenu entraîneur, est nommé entraîneur. Il attire notamment à Caen son compatriote Ferenc Mayer, plus connu en tant que François Mayer, un gardien de but réputé qu'il a sous sa direction au CA Paris (qui est naturalisé en mars 1935), ainsi que de plusieurs autres joueurs professionnels confirmés, notamment l'attaquant Willy Delesse, international français « B » du Racing Club de Paris pour lequel un transfert avec indemnité doit être réalisé. Le seul Caennais à jouer régulièrement est Marcel Leperlier.
L'équipe professionnelle est présentée au public le 19 août 1934.

### Arrivées
| Nom                       | Poste         | Nationalité sportive | Provenance                 |
| ------------------------- | ------------- | -------------------- | -------------------------- |
| Ferenc « François » Mayer | gardien       | Hongrie ( France)    | Cercle athlétique de Paris |
| Émile Lopez               | arrière       | France (Algérie)     | Olympique de Marseille     |
| André Carabeuf            | arrière       | France               | US Valenciennes-Anzin      |
| Pierre Lopez              | arrière       | France               | AS Béziers                 |
| Georges Carbonnet         | demi          | France               | Cercle athlétique de Paris |
| Vilmos Frajt              | demi          | Hongrie              | Le Havre AC                |
| Gyula Kittel              | demi          | Hongrie              | FC Sochaux                 |
| Henry Veyssade            | ailier        | France               | AS Saint-Etienne           |
| Paul Krebs                | attaquant     | France et Suisse     | FC Mulhouse                |
| Jean Falize               | demi / ailier | France               | FC Sochaux                 |
| Willy Delesse             | attaquant     | France               | Racing Club de Paris       |
| Albert Rode               | ailier        | France               | OGC Nice                   |
| Louis Boé                 | ailier        | France               | SO Montpellier             |
| Gyula « Jules » Szepes    | attaquant     | Hongrie              | Kispest FC                 |
| Morice                    |               | France               | CA Lisieux                 |
| Bénard                    |               | France               | US Louviers                |
| Lechartier                |               | France               | CA Saint-Aubin             |

Nostalgique de sa région d'origine, Louis Boé rompt son contrat avant la fin de la saison, en mai, pour se réinstaller près de Metz.

## Effectif

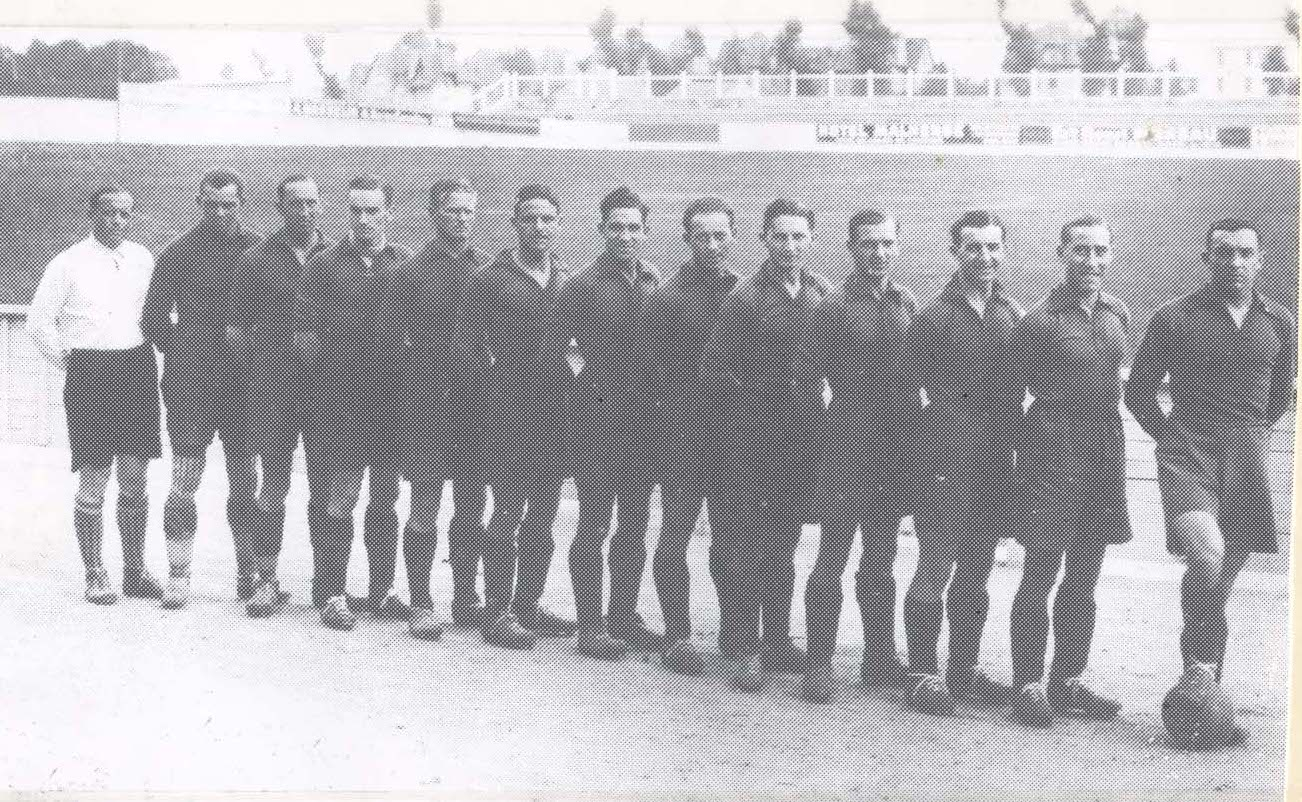
Photo du groupe professionnel caennais pour la saison 1934-1935.

Les joueurs choisis paraissent bons mais le groupe est limité en nombre, notamment après le décès de l'ailier Henry Veyssade à 26 ans des suites d'une blessure contractée lors du 3e match, et la blessure de plusieurs autres titulaires (Lopez, Kittel et Delesse notamment).
Le gardien de but, François Mayer, a l'habitude de tirer les pénaltys, ce qui lui vaut de marquer à trois reprises pendant la saison, dont un doublé contre le RC Lens.
|                   | Age    | Position  | Matchs joués | Buts | Passes décisives |
| ----------------- | ------ | --------- | ------------ | ---- | ---------------- |
| François Mayer    | 27 ans | Gardien   | 26           | 3    |                  |
| Emile Lopez       | 27 ans | Défenseur | 25           | 0    |                  |
| Pierre Lopez      | 27 ans | Défenseur | 9            | 0    |                  |
| André Carabeuf    | 26 ans | Défenseur | 20           | 1    |                  |
| Gyula Kittel      |        | Demi      | 10           | 0    | 1                |
| Vilmos Frajt      | 30 ans | Demi      | 23           | 1    | 2                |
| Georges Carbonnet |        | Demi      | 24           | 0    | 1                |
| Henri Veyssade    | 27 ans | Ailier    | 3            | 0    | 1                |
| Albert Rode       | 27 ans | Ailier    | 25           | 15   | 5                |
| Jean Falize       | 24 ans | Ailier    | 20           | 4    | 1                |
| Guillaume Delesse |        | Attaquant | 21           | 16   | 3                |
| Paul Krebs        | 21 ans | Attaquant | 21           | 4    | 3                |
| Marcel Leperlier  |        | Attaquant | 24           | 5    | 4                |
| Gyula Szepes      | 25 ans | Attaquant | 16           | 6    | 1                |
| Louis Boé         | 27 ans | Ailier    | 5            | 1    | 2                |
| Champagnat        |        | Ailier    | 1            | 1    |                  |
| Barré             |        | Ailier    | 3            | 3    |                  |

### Équipe type
Le composition lors du premier match contre Metz est la suivante : Mayer - Lopez, Caraboeuf - Kittel, Frajt, Carbonnet - Veyssade, Krebs, Delesse, Leperlier, Rode.

## Les rencontres de la saison
Le Stade Malherbe joue son premier match le 26 août, qu'elle remporte à domicile contre le FC Metz (but de Krebs à la 23e minute de jeu, sur une passe de Veyssade). Elle remporte son 2e match à domicile, contre l'Hispano-Bastidienne Bordeaux, sur le score fleuve de 12-0, ce qui reste longtemps un record de la division. 

### Championnat de deuxième division
| Date              | Journée | Adversaire                   | Lieu | Score | Buteurs SMC                                      | Class. |
| ----------------- | ------- | ---------------------------- | ---- | ----- | ------------------------------------------------ | ------ |
| 26 août 1934      | 1e      | FC Metz                      | Dom. | 1-0   | Krebs                                            | 4e     |
| 2 septembre 1934  | 2e      | US Valenciennes-Anzin        | Ext. | 2-1   | Delesse                                          | 5e     |
| 9 septembre 1934  | 3e      | Hispano-Bastidienne Bordeaux | Dom. | 12-0  | Rode (4), Delesse (4), Falize (2), Leperlier (2) | 3e     |
| 23 septembre 1934 | 4e      | FC Rouen                     | Ext. | 3-1   | Leperlier                                        | 9e     |
| 30 septembre 1934 | 5e      | Club français Paris          | Dom. | 1-2   | Leperlier                                        | 11e    |
| 14 octobre 1934   | 6e      | RC Calais                    | Ext. | 1-1   | Rode                                             |        |
| 21 octobre 1934   | 7e      | CA Paris                     | Dom. | 2-0   | Rode, Delesse                                    |        |
| 4 novembre 1934   | 8e      | Amiens AC                    | Dom. | 6-1   | Barre (3), Frajt (2), Rodes                      |        |
| 14 novembre 1934  | 9e      | RC Lens                      | Ext. | 5-2   | Mayer (2, pén.)                                  |        |
| 25 novembre 1934  | 10e     | US Saint-Servan              | Dom. | 4-0   | Leperlier, Krebs, Rodes, Szepes                  |        |
| 2 décembre 1934   | 11e     | AS Villeurbanne              | Ext. | 5-4   | Krebs, Caraboeuf, Boé, Falize                    |        |
| 20 décembre 1934  | 12e     | Le Havre AC                  | Dom. | 6-2   | Rode (3), Delesse, Leperlier, Krebs              | 7e     |
| 23 décembre 1934  | 13e     | RC Roubaix                   | Dom. | 1-2   | Delesse                                          |        |
| 30 décembre 1934  | 14e     | US Tourcoing                 | Ext. | 2-0   |                                                  |        |
| 1er janvier 1935  | 15e     | FC Metz                      | Ext. | 3-0   |                                                  |        |
| 13 janvier 1935   | 16e     | US Valenciennes-Anzin        | Dom. | 5-6   | Rode (3), Delesse (2)                            | 9e     |
| 20 janvier 1935   | 17e     | AS Saint-Étienne             | Ext. | 2-1   | Rode                                             |        |
| 27 janvier 1935   | 18e     | Hispano-Bastidienne Bordeaux | Ext. | 2-0   |                                                  | 11e    |
| 24 février 1935   | 21e     | RC Calais                    | Dom. | 3-4   | Szepes (2), Rode                                 | 12e    |
| 2 mars 1935       | 22e     | CA Paris                     | Ext. | 3-2   | Mayer (pén.), Delesse                            | 12e    |
| 10 mars 1935      | 23e     | Amiens AC                    | Ext. | 1-2   | Leperlier, Champagnat                            | 12e    |
| 24 mars 1935      | 24e     | RC Lens                      | Dom. | 2-0   | Rode, Delesse                                    | 11e    |
| 28 mars 1935      | 26e     | AS Villeurbanne              | Ext. | 0-0   |                                                  |        |
| 7 avril 1935      | 19e     | FC Rouen                     | Dom. | 0-5   |                                                  | 11e    |
| 28 avril 1935     | 27e     | AS Saint-Etienne             | Dom. | 1-0   | Rode                                             | 11e    |
| 5 mai 1935        | 28e     | Le Havre AC                  | Ext. | 4-5   | Delesse (2), Szepes (3)                          | 10e    |
| 12 mai 1935       | 29e     | RC Roubaix                   | Ext. | 3-2   | Leperlier, Delesse                               | 10e    |
| 19 mai 1935       | 30e     | US Tourcoing                 | Dom. | 1-1   | Rode                                             | 11e    |

### Classement final
| Rang | Équipe                       | Pts     | J       | G       | N       | P       | Bp      | Bc      | Diff    |
| ---- | ---------------------------- | ------- | ------- | ------- | ------- | ------- | ------- | ------- | ------- |
| 1    | FC Metz                      | 41      | 26      | 18      | 5       | 3       | 78      | 22      | +56     |
| 2    | US Valenciennes-Anzin        | 37      | 26      | 17      | 3       | 6       | 71      | 44      | +27     |
| 3    | FC Rouen                     | 34      | 26      | 16      | 2       | 8       | 80      | 46      | +34     |
| 4    | RC Roubaix                   | 33      | 26      | 14      | 5       | 7       | 63      | 45      | +18     |
| 5    | RC Lens                      | 32      | 26      | 12      | 8       | 6       | 70      | 49      | +21     |
| 6    | RC Calais                    | 31      | 26      | 12      | 7       | 7       | 79      | 62      | +17     |
| 7    | CA Paris                     | 24      | 26      | 9       | 3       | 11      | 52      | 63      | -11     |
| 8    | US Tourcoing                 | 23      | 26      | 10      | 3       | 13      | 46      | 59      | -13     |
| 9    | AS Saint-Étienne             | 23      | 26      | 10      | 3       | 13      | 46      | 59      | -13     |
| 10   | Le Havre AC                  | 22      | 26      | 8       | 6       | 12      | 56      | 72      | -16     |
| 11   | SM Caen                      | 21      | 26      | 9       | 3       | 14      | 61      | 57      | +4      |
| 12   | Amiens AC                    | 19      | 26      | 8       | 3       | 15      | 50      | 76      | -26     |
| 13   | AS Villeurbanne              | 14      | 26      | 5       | 4       | 17      | 45      | 35      | +10     |
| 14   | Hispano-Bastidienne Bordeaux | 10      | 26      | 3       | 4       | 19      | 40      | 98      | -58     |
| 15   | Club français Paris          | Forfait | Forfait | Forfait | Forfait | Forfait | Forfait | Forfait | Forfait |
| 15   | US Saint-Servan              | Forfait | Forfait | Forfait | Forfait | Forfait | Forfait | Forfait | Forfait |

Victoire à 2 points 

### Coupe de France
| Date             | Tour    | Adversaire             | Lieu    | Score | Buteurs SMC | Public |
| ---------------- | ------- | ---------------------- | ------- | ----- | ----------- | ------ |
| 7 octobre 1934   | 2e tour | CA Mayennais           | Mayenne | 0-9   |             |        |
| 28 octobre 1934  | 3e tour | US Beauregard de Laval | Caen    | 5-1   |             |        |
| 18 novembre 1934 | 4e tour | SCO Angers (DH Ouest)  | Angers  | 3-2   |             |        |